# Antic Japó
L'antic Japó és la manera en què els historiadors es refereixen als períodes més primitius de la història japonesa. Depenent del punt de vista de l'estudi, aquest pot incloure o excloure el Paleolític japonès ubicat a l'edat de pedra (100000 aC-10000 aC), així com els períodes jomon (10000 aC-300 aC) i yayoi (900 aC-300), que són nomenats d'acord amb els llocs de la rodalia de Tòquio d'acord amb els descobriments arqueològics de ceràmica que corresponen a aquests períodes. També inclou el període kofun (250-238), que designa els gegantins túmuls de les tombes reials d'aquest període.
A prop del 10000 aC, els habitants del Japó van desenvolupar la cultura jomon. Aquesta paraula del japonès es tradueix per 'curta marcada' i es refereix a un estil de disseny de la ceràmica. La ceràmica jomon va ser la primera d'aquest tipus en el món. Els humans de la cultura jomon eren caçadors, recol·lectors i pescadors, i vivien en petites tribus. La seva cultura es va estendre gradualment a totes les illes japoneses i després cultivarien també grans. La cultura jomon va durar fins al 250, quan va ser desplaçada de manera aclaparadora per la cultura yayoi, originària de Kyūshū.
Aquest períodes va ser seguits pel que es coneix com el Japó clàssic, que comprèn els períodes asuka, nara i heian, en què la cultura xinesa va ser introduïda.